# Neutral Buoyancy Laboratory
ll Laboratorio di Galleggiamento Neutro (NBL, Neutral Buoyancy Laboratory) è una struttura di addestramento per astronauti all'interno della quale è presente una piscina di galleggiamento neutra gestita dalla NASA e situata presso il Sonny Carter Training Facility, vicino al Johnson Space Center di Houston, in Texas. La caratteristica principale della NBL è una grande piscina coperta, in cui gli astronauti possono svolgere compiti di EVA simulati in preparazione per le future missioni. I tirocinanti indossano tute progettate per fornire galleggiabilità neutra per simulare la microgravità che gli astronauti sperimenterebbero durante il volo spaziale.

## Storia
Alla fine degli anni '80 la NASA iniziò a prendere in considerazione la sostituzione della sua precedente struttura di addestramento a galleggiamento neutro, la Weightless Environment Training Facility (WETF). Il WETF, situata presso il Johnson Space Center. Il complesso era stato usato con successo per addestrare gli astronauti per numerose missioni, ma la sua piscina era troppo piccola per contenere i modelli utili alla stazione spaziale Freedom, ancora in fase progettuale, o gli elementi della futura stazione spaziale internazionale.
Questa nuova piscina sarebbe stata sulla proprietà del Johnson Space Center ed era pianificata per essere 72 metri per 41 metri, con una profondità di 18 metri. Per risparmiare denaro è stato ridimensionato e collocato all'interno di una struttura esistente.
La NASA ha acquistato la struttura che ora detiene la NBL da McDonnell Douglas nei primi anni '90 e ha iniziato a ristrutturarla come centro di addestramento a galleggiamento neutro nel 1995.

## Caratteristiche della Piscina
La Piscina per le immersioni ha una lunghezza di 62 m (202 piedi), una larghezza di 31 m (102 piedi) e una profondità di 12,34 m (40 piedi e 12 pollici) e contiene 23,5 milioni di litri d'acqua. L'NBL contiene modelli su larga scala di moduli e carichi utili della Stazione Spaziale Internazionale (ISS), nonché di veicoli in visita come il Japan Aerospace Exploration Agency (JAXA) HTV, l'Agenzia spaziale europea ATV, il SpaceX Crew Dragon e il Cygnus della Orbital Sciences Corporation. Modelli in scala reale di attrezzature come l'alloggiamento del carico utile dello Space Shuttle e il telescopio spaziale Hubble, e la Navetta Dragon, sono stati rimossi, poiché non sono più necessari per l'addestramento.

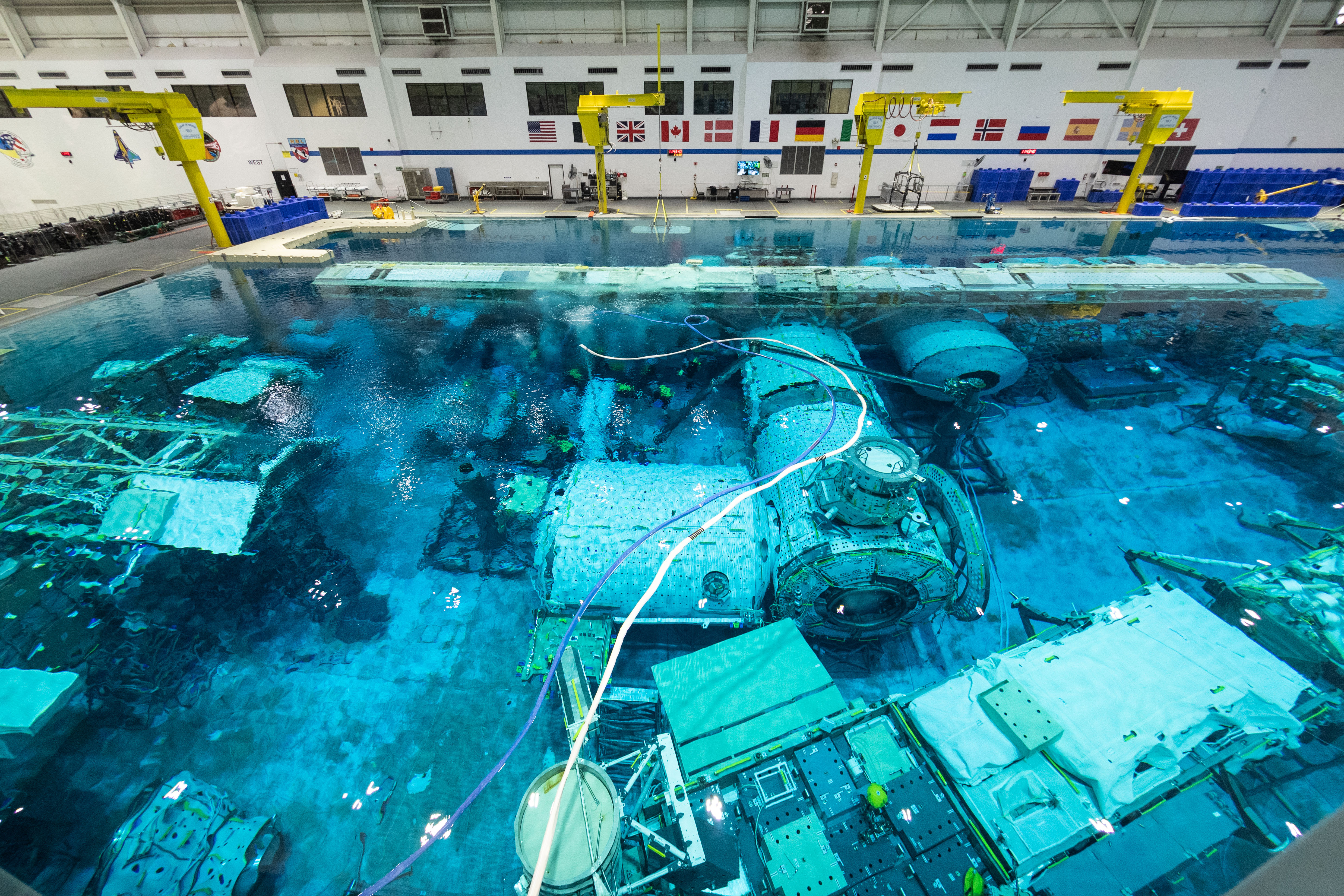
la piscina da 6,2 milioni di galloni comprende modelli di moduli della Stazione spaziale internazionale e di altre strutture

## Formazione dell'Assetto Neutro
Durante gli esercizi di allenamento, l'immersione a galleggiamento neutro viene utilizzata per simulare l'assenza di gravità del viaggio nello spazio. Per ottenere questo effetto, gli astronauti o i pezzi di equipaggiamento adeguati vengono abbassati nella piscina usando una gru a ponte e quindi posati in acqua dai subacquei di supporto in modo che sperimentino una forza di galleggiamento minima e un momento di rotazione minimo attorno al loro centro di massa. Le tute indossate dai tirocinanti nella NBL sono simili alle tute EMU utilizzate sulla Stazione Spaziale Internazionale. I subacquei respirano nitrox mentre lavorano nel serbatoio.

## Sfide di Allenamento
Uno svantaggio dell'immersione a galleggiamento neutro come simulazione della microgravità è la notevole quantità di resistenza creata dall'acqua. Ciò rende difficile mettere in movimento un oggetto, Inoltre, rende più semplice mantenere l'oggetto fermo. Questo effetto è l'opposto di ciò che si sperimenta nello spazio, dove è facile mettere in movimento un oggetto, ma è molto difficile mantenerlo fermo. In genere, gli effetti di trascinamento vengono ridotti al minimo eseguendo attività lentamente in acqua.
Un altro aspetto negativo della simulazione di galleggiamento neutro è che gli astronauti non sono senza peso all'interno delle loro tute, il che significa che quando i sub inclinano le loro tute vengono premuti contro qualunque superficie interna sia rivolta verso il basso. Questo può essere scomodo in alcuni orientamenti, come l'head-down. Pertanto, il dimensionamento preciso della tuta è fondamentale.